# Stazione di Portland Union
La stazione di Portland Union (in inglese: Portland Union Station) è la principale stazione ferroviaria di Portland, Oregon, Stati Uniti.

## Interscambi
La stazione è servita da diverse autolinee e da due linee della rete metrotranviaria MAX.
- Fermata autobus
- Fermata tram (Union Station, linee verde e gialla)